# Sling

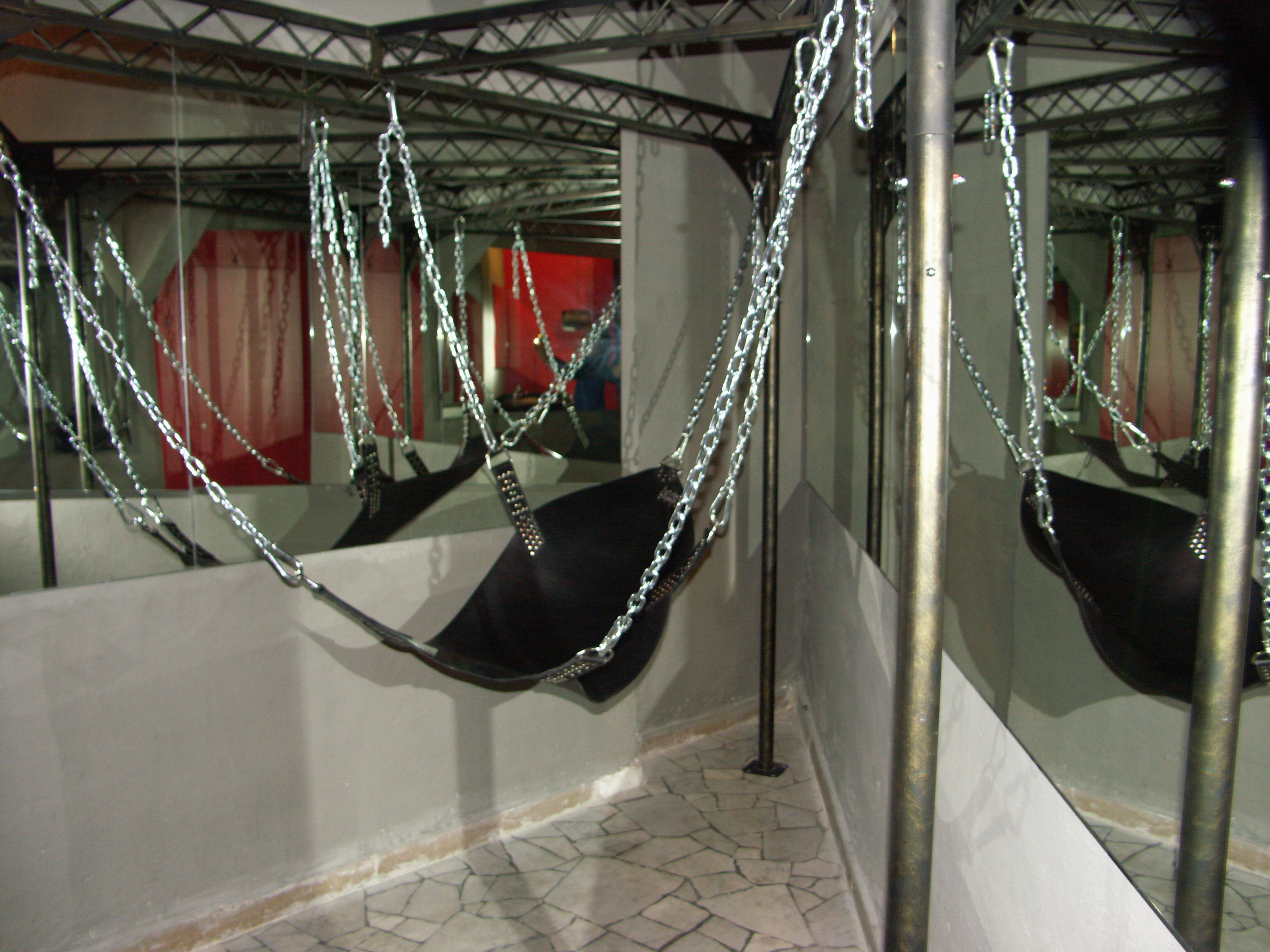
Sling de BDSM.

Sling est un mot anglais utilisé dans la langue française pour qualifier le morceau de cuir suspendu au plafond par quatre chaînes, l'une à chaque coin, et sur lequel le partenaire sexuel s'allonge, tout en mettant les jambes dans deux anneaux formés par des lanières accrochées aux chaînes, celui-ci se présentant dans cette position pour des relations sexuelles avec un partenaire dit « actif »,.
Ce dispositif, visible dans certaines backrooms, est utilisé dans les relations BDSM.